# 汪屯乡
汪屯乡，是中华人民共和国河南省開封市禹王台区下辖的一个乡镇级行政单位。

## 行政区划
汪屯乡下辖以下地区：
高楼村、松楼村、大苏村、汪屯村、大李庄村、张庄村、唐村、伍村、屠府坟村、横船湾村、马头村和苍楼村。